# Charles Chaussepied
Joseph Charles Chaussepied, né le 22 juin 1865 à Chantenay-sur-Loire et mort le 4 juillet 1930 à Quimper, est un architecte français qui œuvra principalement dans le département du Finistère pendant les trois premières décennies du XXe siècle.

## Biographie

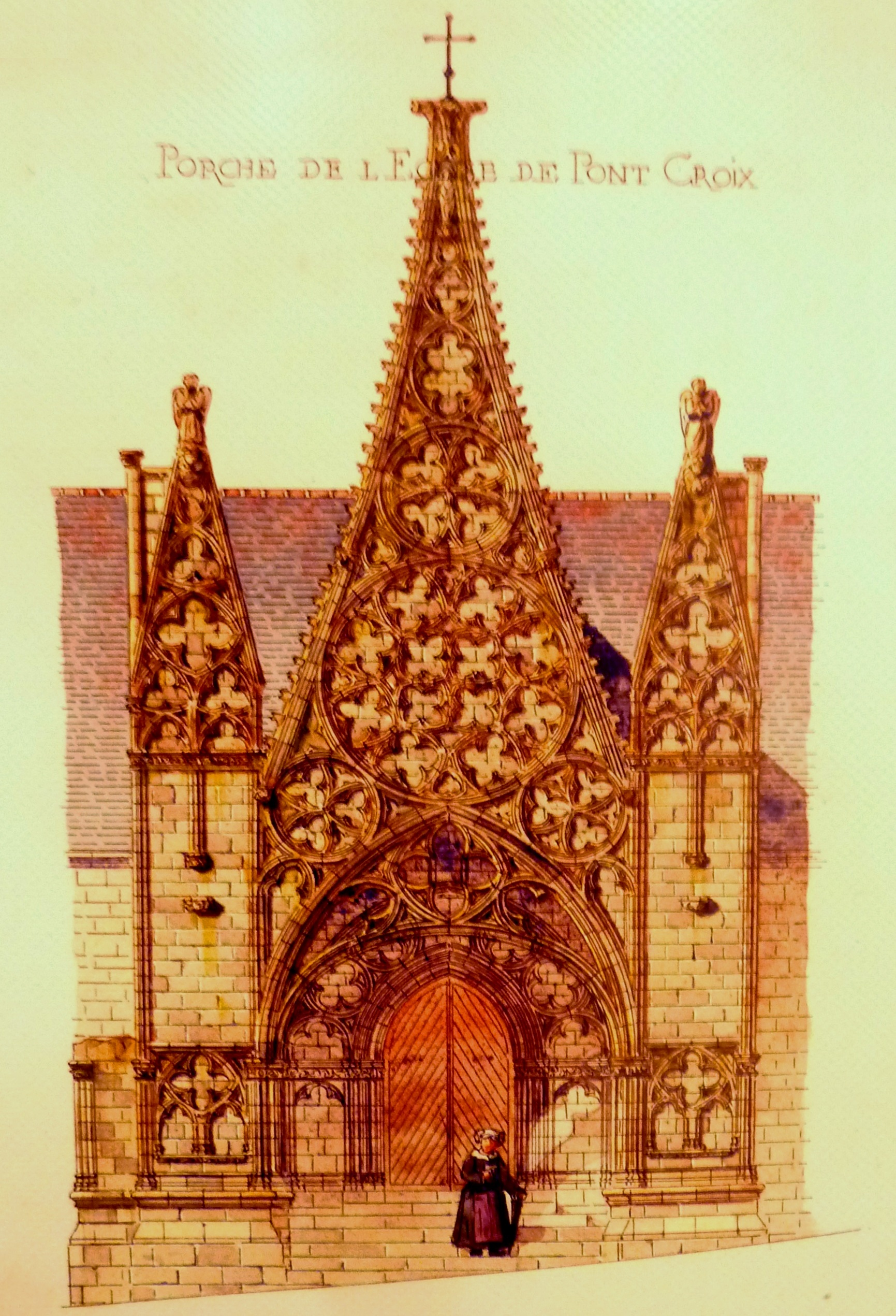
Le porche de l'église de Pont-Croix (dessin de Charles Chaussepied)

Après ses études faites à Nantes, puis à l'École des arts décoratifs à Paris où il est élève d'Henri Rapine, Charles Chaussepied obtient une bourse qui lui permet de voyager en 1898-1899 dans plusieurs pays, notamment en Italie, Suisse, Flandre, où il remarque les beffrois surmontant les édifices publics.
En 1893, il obtient une mention honorable au Salon des artistes français puis une médaille de 3e classe en 1897 et une médaille de 2e en 1899. Médaille de bronze à l'exposition universelle de 1900, il reçoit encore une médaille de 1re classe en 1907, année où il passe en hors-concours.
Il vient ensuite s'établir à Quimper, où vivait sa mère, dans une maison située 15, rue Salonique, qu'il construit en s'inspirant du XVIIe siècle mais fait également référence au Moyen Âge, à travers, notamment, le portrait de l'architecte qui figure sur un angle de l'édifice. Il est nommé en 1901 architecte des monuments historiques pour les arrondissements de Quimper, Quimperlé et Châteaulin. Ses réalisations sont marquées du sceau de l'éclectisme et de la diversité, comme en témoignent les restaurations du château de Kerjean ou du clocher de l'église Saint-Herlé de Ploaré, la construction de la mairie de Châteaulin ou encore l'ancienne église Saint-Cœur-de-Marie de Concarneau, de style romano-byzantin, désormais disparue. Les villas qu'il construisit s'inspirèrent du style régionaliste breton, mais il fut aussi influence par l'Art nouveau.
« Inspirons-nous de ceux qui nous ont précédés et qui ont si bien compris leur métier ; analysons cette Nature si riche, si variée, au milieu de laquelle nous vivons, sachons tirer parti de ce qu’elle offre à nos yeux et à nos mains ; souvenons-nous enfin que nos vieux maîtres ont su la comprendre et l’adapter à tous les styles français formant des écoles distinctes » écrit-il notamment dans un rapport rédigé en 1917.
Il réalise aussi des études de monuments historiques du patrimoine breton, par exemple de l'église de Perguet, du château de Kerjean, de la cathédrale de Saint-Pol-de-Léon, de la chapelle de Saint-Herbot ; c'est lui qui a inventé l'expression « École de Pont-Croix » pour qualifier ce style architecture particulier à un certain nombre d'églises cornouaillaises.
Le peintre Emmanuel Fougerat est l'auteur d'un portrait de Charles Chaussepied.

## Œuvres principales

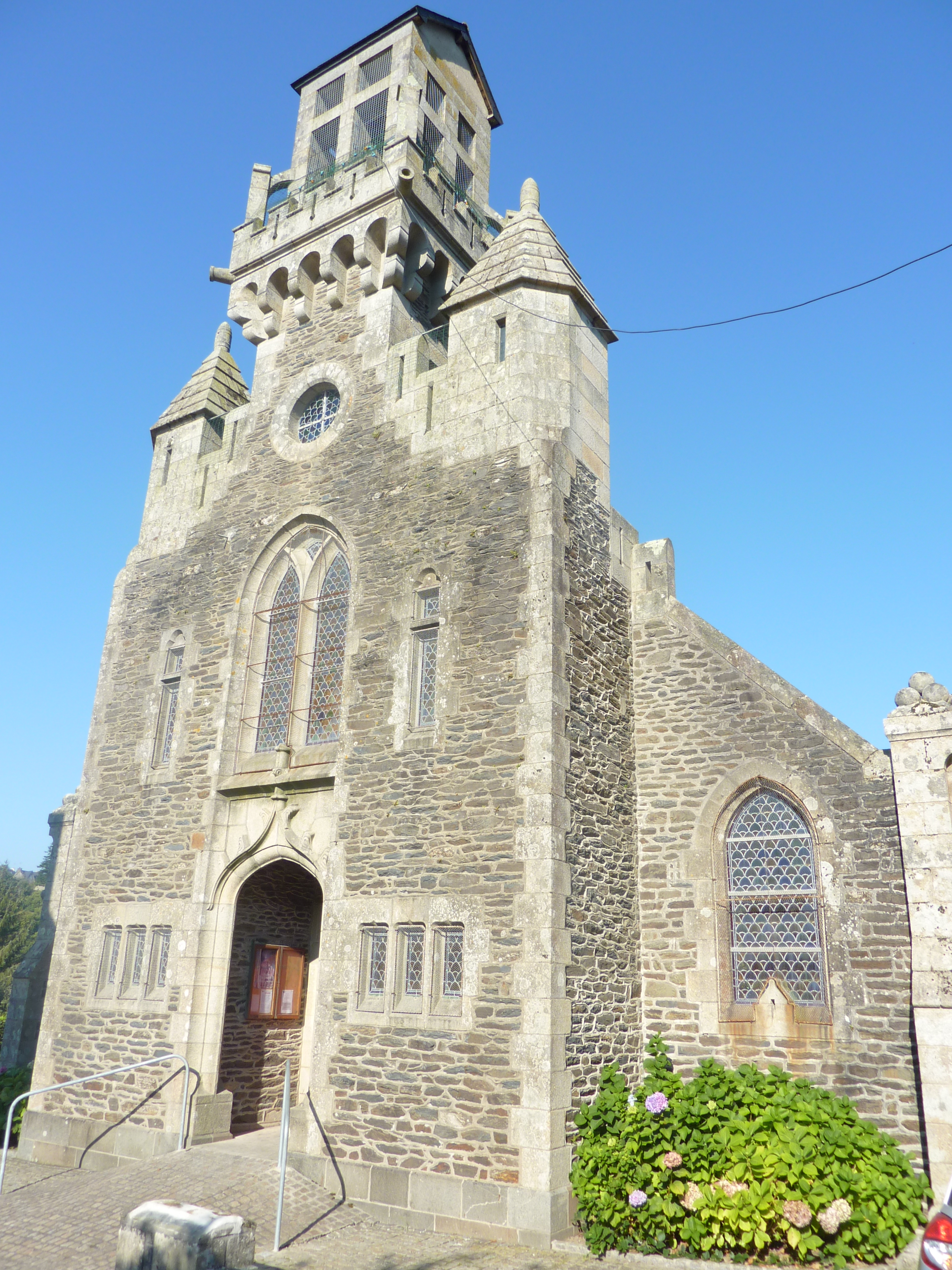
L'église paroissiale Sainte-Barbe de Pont-de-Buis.

Selon Philippe Bonnet, conservateur en chef du patrimoine au service régional de l'inventaire de Bretagne, Charles Chaussepied eut « une production très éclectique, qui va des églises aux châteaux, des villas du littoral aux usines, des monuments aux morts aux bâtiments publics, comme la mairie de Châteaulin, une de ses œuvres majeures ».

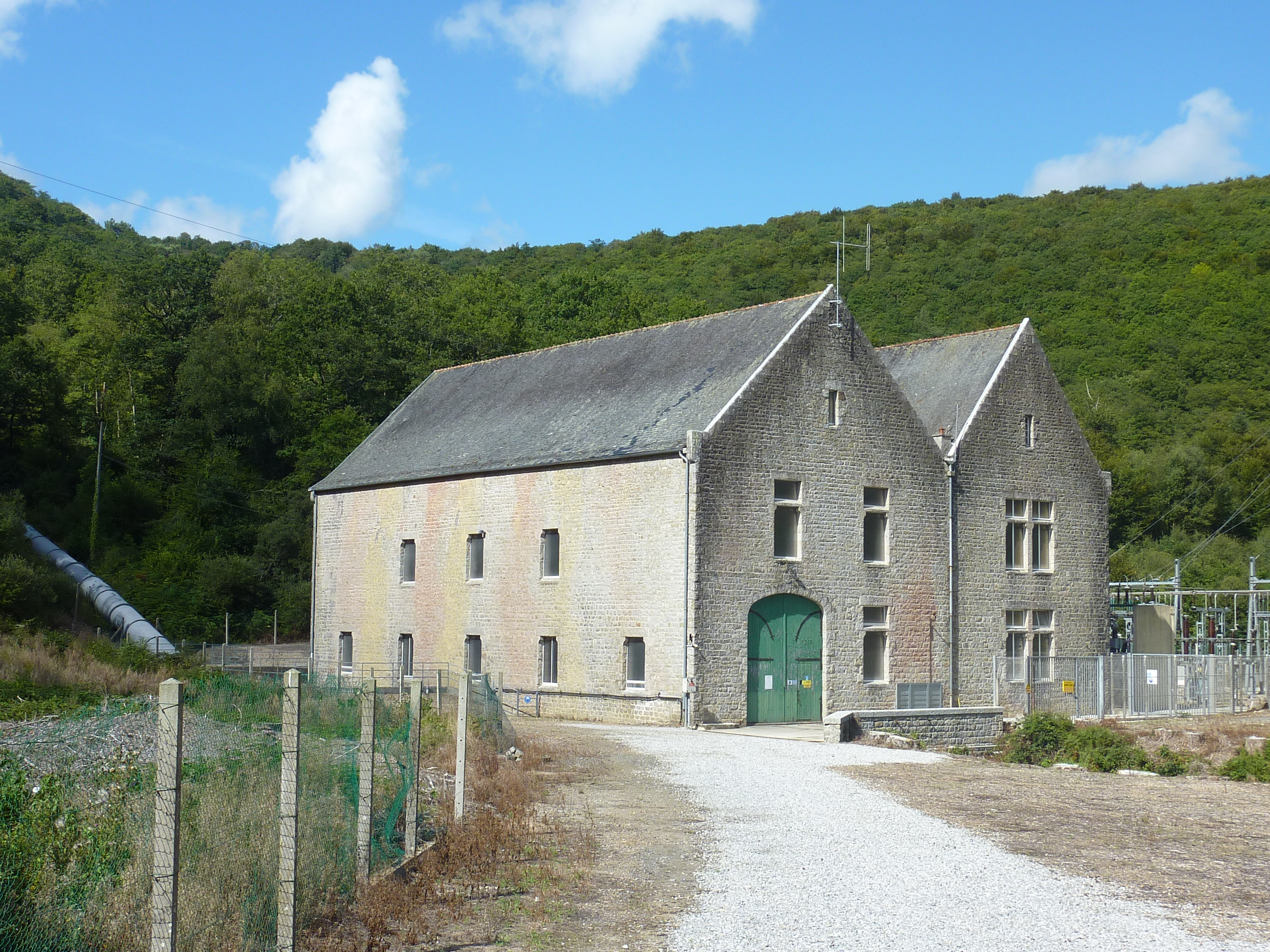
L'usine hydroélectrique de Saint-Herbot.

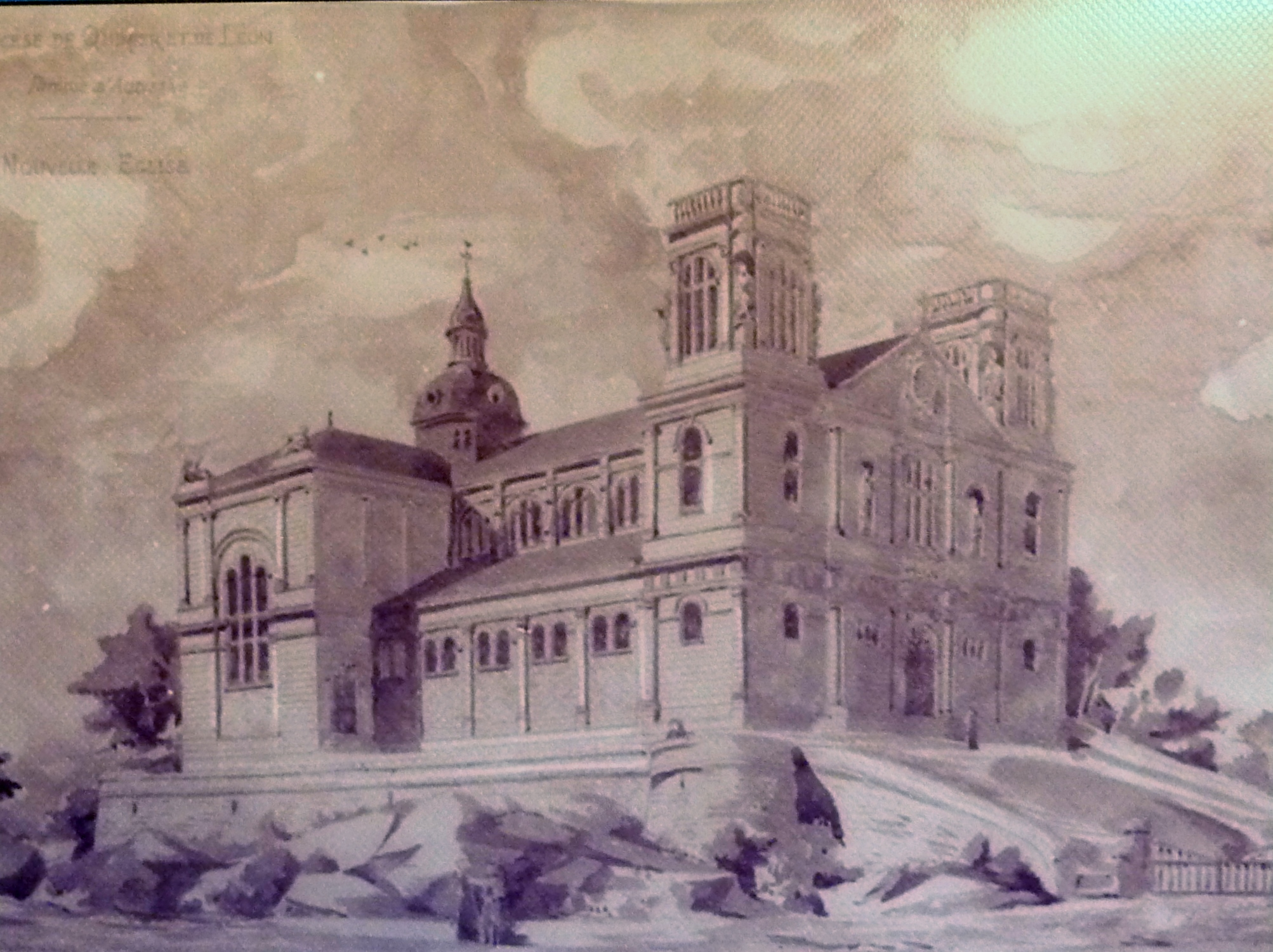
Esquisse de l'église Saint-Joseph d'Audierne (dessin de Charles Chaussepied).

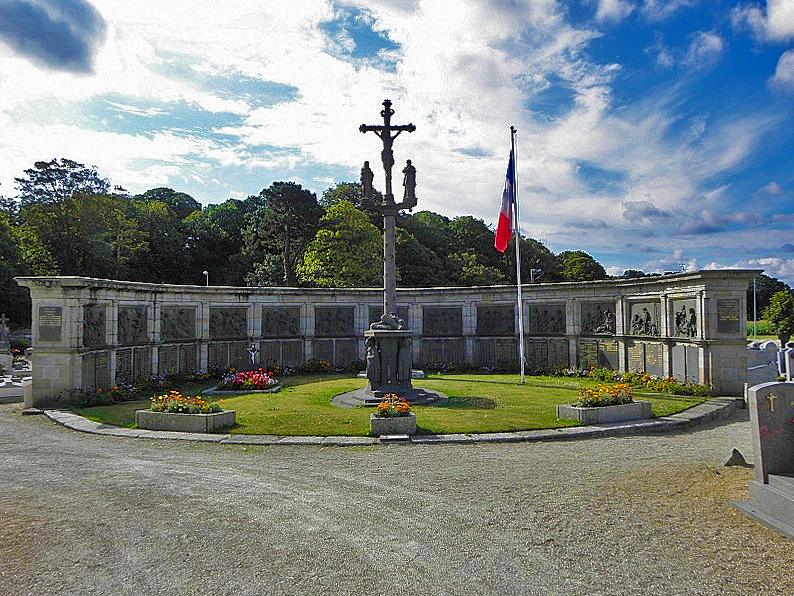
Le monument aux morts de Saint-Pol-de-Léon.

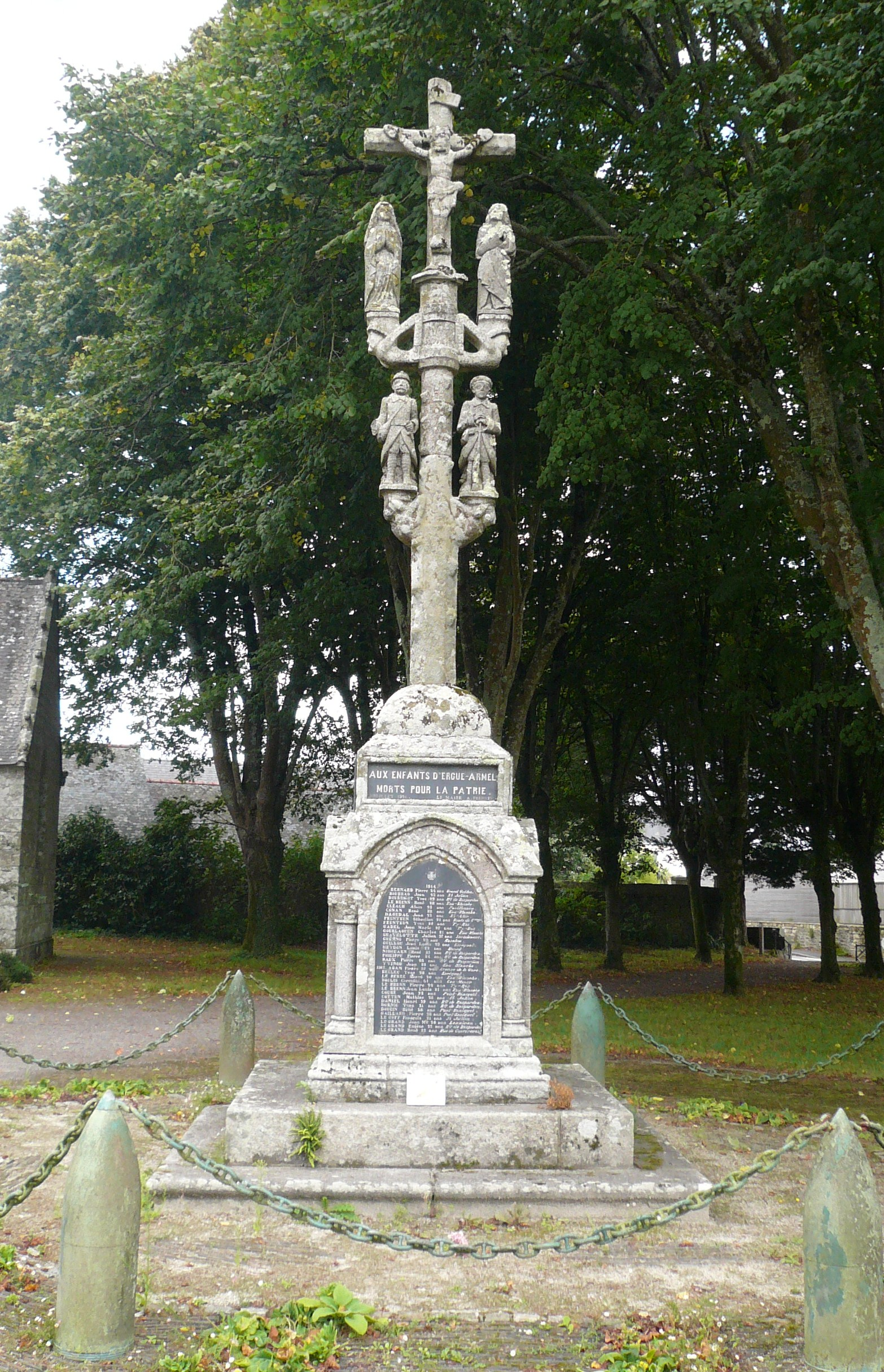
Le monument aux morts d'Ergué-Armel.

Ses trois œuvres principales furent l'hôtel de ville de Châteaulin, l'église Saint-Cœur-de-Marie de Concarneau et l'église Saint-Joseph d'Audierne, mais il a construit en tout une bonne centaine d'édifices de toute nature, par exemple (la liste n'est pas exhaustive) :
- 1900 : la villa Ker Isabelle à Paramé (Ille-et-Vilaine)
- 1901 : la maison Richard à Lesconil
- 1901 : le château de Briemen en Loctudy
- 1902 : le bureau de poste de Plonéour-Lanvern
- 1902 : la villa Ker Maria à Beg Meil
- 1903 : l'hôtel de Broc, no 41 rue Elie Fréron  à Quimper[8]
- 1903 : la maison Ménerol, no 62 quai de l'Odet à Quimper[9]
- 1904 : la Caisse d'épargne de Pont-l'Abbé
- 1904 : la villa Ker Alar à Beg Meil
- 1904 : la villa Liorzic, no 15 rue de Salonique à Quimper (son domicile)[10]
- 1905 : le château de Kerminouët en Trégunc
- 1905 : le château de Lanroz en Ergué-Armel (désormais Quimper)[11]
- 1905 : restauration de l'église Notre-Dame-de-Lorette à Rédéné
- 1906 : le château du Bois en Lanriec
- 1906 : la villa d'Emmanuel Delécluse à Douarnenez
- 1907 : le manoir de Loc-Hilaire à Fouesnant
- 1907 : la villa Chez nous de Théodore Botrel à Pont-Aven[12]
- 1909 : l'église Saint-Eutrope et Saint-Isidore de Botmeur
- 1909 : la chapelle funéraire d'Anatole de Bremond d'Ars à Riec-sur-Bélon
- 1910 : la maison de Théodore Botrel à Pont-Aven, dénommée Ker-Botrel
- 1910 : restauration de l'église paroissiale de Plougoulm
- 1911 : le presbytère de Goulien
- 1911 : le chœur, le chevet et le transept de l'église de Briec[13]
- 1911 : l'église paroissiale de Pont-de-Buis
- 1912 : la chapelle des pardons, de style néogothique, au Folgoët[14]
- 1912 : agrandissement du château de Kernuz à Pont-l'Abbé
- 1913 : les orphelinats Massé à Quimper et à Kerbernez en Plomelin
- 1913 : habitation Allot à Rezé
- 1913 : maisons de rapport, no 5 et 7 impasse Feunteunic ar Lez à Quimper[15]
- 1913 : maison Bahuaud, 68 rue Pierre Brossolette à Quimper
- 1913 : Maison de Paul Canet, 3 rue de Kerdour, Le Faou
- 1913 : Maison de Henry Cheffer, rue Henry Cheffer à Tréboul, Douarnenez
- 1914 : château du Landreau (tour et logis de style Renaissance) aux Herbiers
- 1914 : habitation Cellier à Locronan
- 1919 : les monuments aux morts de Saint-Pol-de-Léon, Pont-Scorff[16], du cimetière Saint-Marc à Quimper et de Douarnenez
- 1920 : les monuments aux morts de Kerfeunteun, Plonévez-Porzay, Loctudy et Plougastel-Daoulas
- 1921 : les monuments aux morts d'Ergué-Armel, Plogastel-Saint-Germain, Elliant, Pont-Aven, Guidel, Esquibien et Plogonnec
- 1922 : les monuments aux morts de Lesneven, Ploaré, Plouay, Pouldreuzic, Rosporden et Tréboul
- 1922 : le bâtiment de l"usine hydroélectrique de Saint-Herbot
- 1923 : les monuments aux morts de Pluguffan, Plouescat, Brasparts, Bénodet
- 1923 : la villa Penavir à Loctudy
- 1924 : l'immeuble du Crédit Lyonnais à Quimper
- 1925 : l'église Saint-Joseph d'Audierne
- 1925 : l'hôtel de ville de Châteaulin
- 1926 : le château de Keroulin à Combrit
- 1927 : la villa Paludes à Beg Meil
- 1928 : la façade et le clocher de l'église du Guilvinec
- 1929 : l'église Saint-Cœur-de-Marie à Concarneau
- 1929 : le grand séminaire de Quimper (à Kerfeunteun)
- 1929 : l'agrandissement de l'église de Poulgoazec

Charles Chaussepied a aussi créé de nombreuses pièces de mobilier religieux comme les maîtres-autels des églises de Loc-Brévalaire et de Briec-de-l'Odet, les fonts baptismaux de celle de Confort-Meilars, etc.

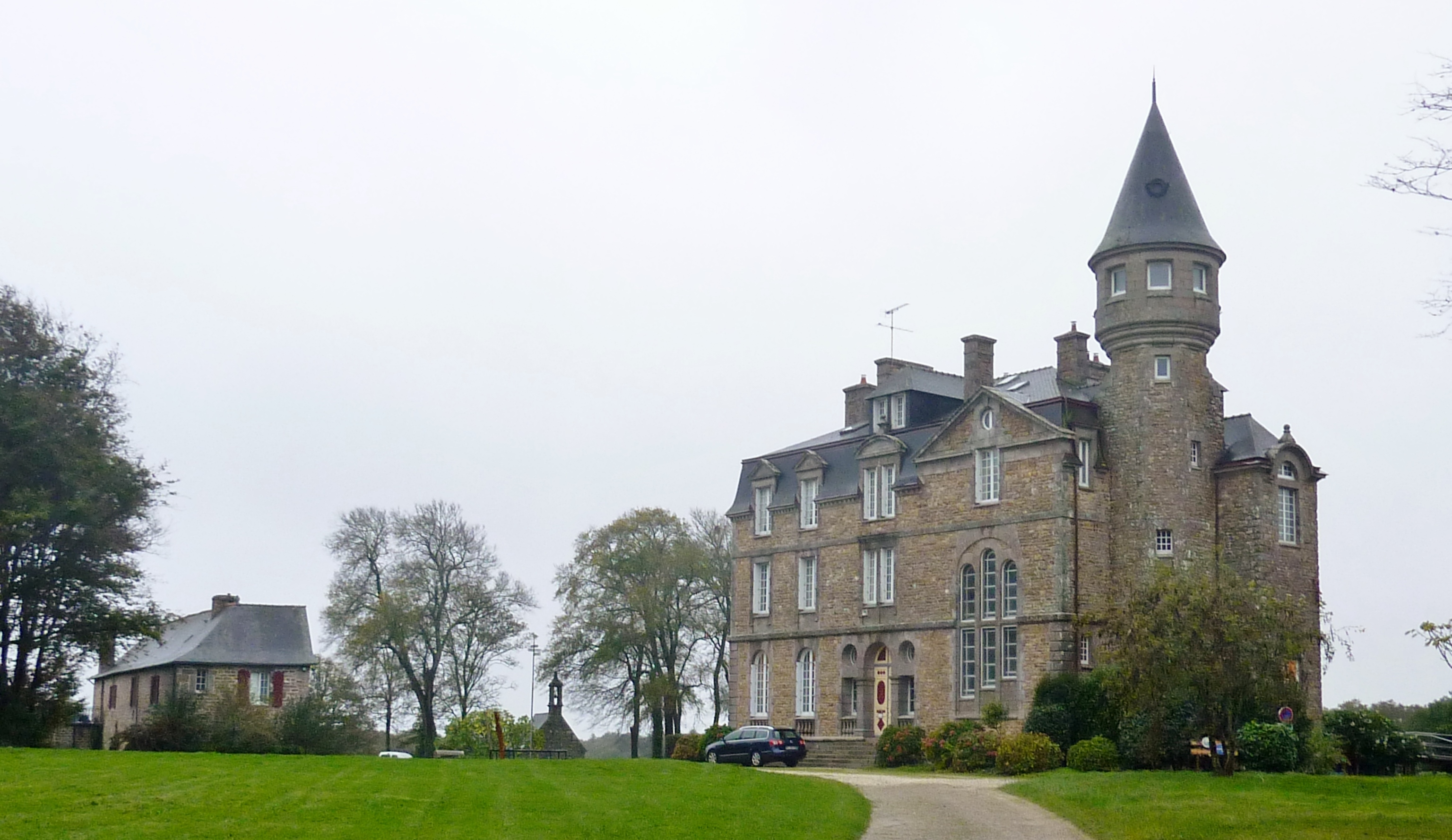
Le château de Kerminaouët en Trégunc.
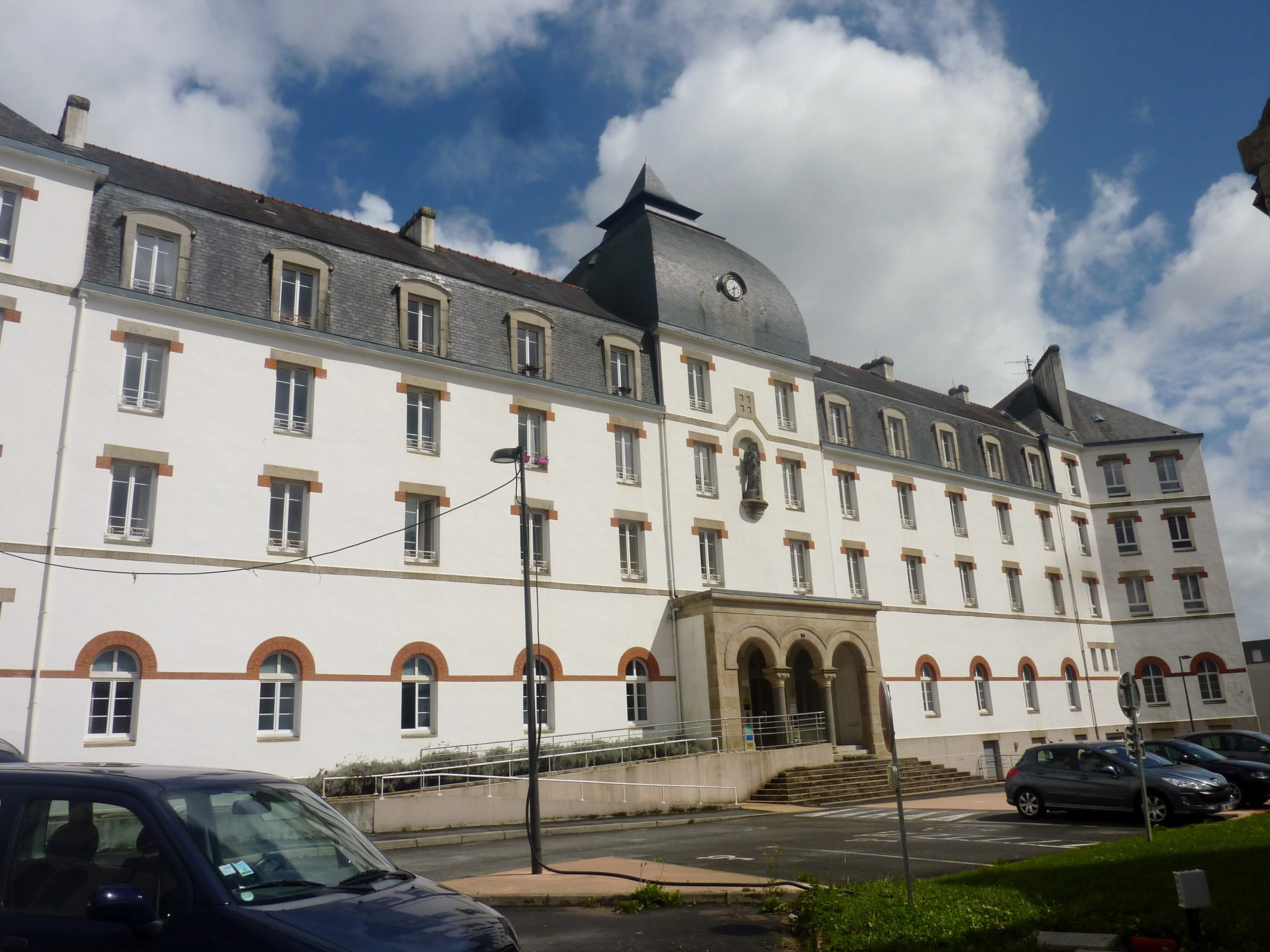
La façade de l'ancien grand séminaire de Quimper-Kerfeunteun.
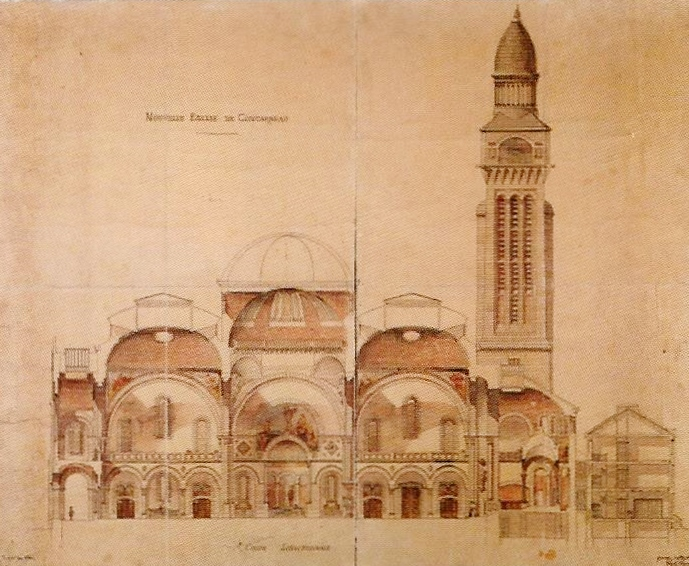
Plan de l'église Saint-Cœur-de-Marie à Concarneau (dessin de Charles Chaussepied).